# 内藤豊次
内藤 豊次（ないとう とよじ、明治22年（1889年）8月15日 - 昭和53年（1978年）3月20日）は、日本の実業家。エーザイ創業者・元社長。
戦前、日本の薬業界が主に外国品の輸入に頼っていることに対し、日本でも新薬の研究開発に注力しなければならないと考えていたという。周りの協力が得られなかったため、独力で創業した「合資会社桜ヶ岡研究所」が、現在のエーザイである。

## 来歴・人物
福井県丹生郡糸生村（現・越前町）出身。明治36年（1903年）武生中学校を2年で中退したが、この時点で旧制高等学校卒業程度の学力を持っていたためという。明治38年（1905年）に大阪の工場で奉公し、翌年神戸の貿易商ウインケル商館（経営者はドイツ人）に勤める。勤務の傍ら、パルモア英学院（現・パルモア学院専門学校）に入学し翌年卒業。
明治42年（1909年）から2年間近衛師団歩兵第二連隊の衛生兵となる。除隊後、薬局タムソン商会（経営者はイギリス人）に入社。大正4年（1915年）、東京の田辺元三郎商店（現在の田辺三菱製薬）に入社。サロメチール（鎮痛剤）、チミツシン（鎮咳剤）、ハリバ（粒肝油）などを手がける。
昭和11年（1936年）、田辺元三郎商店に在籍のまま、新薬研究開発を目的とした「合資会社桜ヶ岡研究所」を設立する。日本で初めてのビタミンE剤などの開発販売する。
昭和16年（1941年）、「日本衛材株式会社」を埼玉県児玉郡本庄町（現・本庄市）に創業する。これは桜ヶ岡研究所を存続させるために、軍需生産を行うことを目的とした会社であった。
昭和18年（1943年）、田辺元三郎商店を退職（常務取締役）。桜ヶ岡研究所と日本衛材の経営に専念する。翌年に桜ヶ岡研究所と日本衛材が合併し、日本衛材株式会社を設立する。本社を東京都小石川区竹早町88番地（現・東京都文京区小石川）に移転し、豊次が社長に就任する。
昭和30年（1955年）、日本衛材株式会社をエーザイ株式会社に社名変更。昭和41年（1966年）、社長を退き、代表取締役会長に就任。昭和44年（1969年）に内藤記念科学振興財団を設立し理事長に就任。昭和45年（1970年）に名誉会長となり経営から退く。昭和53年（1978年）3月20日死去。享年88。